# Little York (Illinois)
Little York és una població dels Estats Units a l'estat d'Illinois. Segons el cens del 2000 tenia 269 habitants.

## Demografia
Segons el cens del 2000, Little York tenia 269 habitants, 109 habitatges, i 74 famílies. La densitat de població era de 399,5 habitants/km².
Dels 109 habitatges en un 33,9% hi vivien nens de menys de 18 anys, en un 53,2% hi vivien parelles casades, en un 10,1% dones solteres, i en un 31,2% no eren unitats familiars. En el 29,4% dels habitatges hi vivien persones soles el 22% de les quals corresponia a persones de 65 anys o més que vivien soles. El nombre mitjà de persones vivint en cada habitatge era de 2,47 i el nombre mitjà de persones que vivien en cada família era de 3.
Per edats la població es repartia de la següent manera: un 26,4% tenia menys de 18 anys, un 8,2% entre 18 i 24, un 28,6% entre 25 i 44, un 19,3% de 45 a 60 i un 17,5% 65 anys o més.
L'edat mediana era de 39 anys. Per cada 100 dones de 18 o més anys hi havia 90,4 homes.
La renda mediana per habitatge era de 29.688 $ i la renda mediana per família de 39.375 $. Els homes tenien una renda mediana de 32.188 $ mentre que les dones 21.250 $. La renda per capita de la població era de 15.121 $. Aproximadament el 12,5% de les famílies i el 14,8% de la població estaven per davall del llindar de pobresa.

## Poblacions més properes
El següent diagrama mostra les poblacions més properes.